# سانفرانسیسکو دل چنار
سانفرانسیسکو دل چنار (به اسپانیایی: San Francisco del Chañar) یک منطقهٔ مسکونی در آرژانتین است که در Sobremonte Department واقع شده‌است. سانفرانسیسکو دل چنار ۲٬۰۶۷ نفر جمعیت دارد و ۶۴ متر بالاتر از سطح دریا واقع شده‌است.